# Окрог (Шентруперт)
Окрог (словен. Okrog) — поселення в общині Шентруперт, регіон Південно-Східна Словенія, Словенія.